# Дојење
Дојење је процес у којем жена храни новорођенче или бебу млијеком из својих груди. Тек рођене бебе одмах у самом почетку имају рефлекс сисања и гутања.

## Механизам настанка млијека
Већ прије саме трудноће започиње припрема организма труднице на процес дојења. Код већине трудница на самом почетку трудноће долази до повећања груди, ширења млијечних жлијезда што је најчешће праћено болом на додир и осјећајем нелагоде код трудница. Мамиле односно брадавице постају тамније, а ареоле брадавица се шире. У посљедњим мјесецима трудноће у грудима мајки се ствара такозвано предмлијеко. Изглед и количина млијека се мијења у првом мјесецу. Првих неколико дана је густо и жуто — богато бјеланчевинама. То млијеко се назива колострум. Послије њега слиједи прелазно млијеко током двије седмице, а потом зрело млијеко крајем првог мјесеца. У пуној лактацији жена може „произвести“ дневно од око 800 ml, па до 1.000 ml, највише 1.200 ml млијека.

## Хормонска регулација
Међутим, упркос томе што су током трудноће присутни сви хормони потребни за лактацију, а млијечне жлијезде потпуно развијене, у трудноћи не долази до лактације. Разлог за то су високе концентрације хормона естрогена и прогестерона, који спрјечавају учинак пролактина на жљездано ткиво дојке.
Пролактин је полипептидни хормон којег лучи хипофиза и који учествује у низу биохемијских догађаја у трудноћи, а такође је најважнији хормон за биосинтезу млијека. Он омогућава синтезу примарног протеина — казеина, неопходног за продукцију млијека. Максимална вриједност пролактина у организму је у трудноћи, а износи око 6.000 ng/ml. Изласком плаценте долази до наглог снижења концентрације естрогена и прогестерона те почиње неометано лактогено дјеловање пролактина. Лактација почиње два до три дана након порода. Ако жена не доји, траје најмање седам дана, а ниво пролактина у том случају пада на нормалу за око двије до три седмице.
Пролактин на крају трудноће има готово десет пута већу концентацију него прије саме трудноће. Ипак, поред пролактина, за лактацију су неопходни и други хормони, као што су инзулин, прогестерон, естроген и кортизол. Хумани плацентарни лактоген такође има лактогено дјеловање.

## Нервни подражај
Подражај за продукцију пролактина је дојење. Дојењем се нервни подражаји преносе у хипоталамус, гдје се смањује продукција допамина, који има улогу кочења лучења пролактина. Концентрација пролактина постаје нормална три до четири мјесеца по породу, али се дојењем одржава лактација јер дојење стимулира лучење и окситоцина, хормона који потиче контракцију глатких мишића у дојкама те тако помаже истискивању млијека при дојењу. Захваљујући овим механизмима, количина новоствореног млијека у дојкама је еквивалентан подојеном млијеку. Ако се дојка не празни, секреција млијека почиње опадати већ након 48 сати.

## Исхрана дојиље
Према препорукама америчког National Research Councila дојиља треба додатних 500 kcal за стварање млијека. Такође треба у просјеку 50% више калцијума, гвожђа и фолне киселине, а 10 до 25% више протеина, магнезијума, јода, цинка, селена, витамина Ц и витамина Е, Б-1 и Б-2 у односу на потребе жена које нису трудне. Такође, у вријеме дојења повећана је потреба за течношћу.

## Важност дојења
Свјетска здравствена организација (СЗО), American Academy of Pediatrics (AAP) и многе друге здравстене организације препоручују дојење. Мајчино млијеко је природна прехрана сваког новорођенчета и одојчета. Дојењем се дјетету осигурава не само храна него и топлина, заштита. Природна прехрана утјече на здравље дјетета, јер представља оптималну храну која је најбоље сварљива и утиче на сазријевање дјететовог цријевног тракта, штити новорођенче од инфекције, спријечава развој алергијских болести, дијете преко млијека добива антитијела мајке чиме се јача отпорност, Дојењем се између мајке и дјетета успоставља чврста емотивна веза.